# Pak Gum-hyon
Pak Gum-hyon (koreanisch 박금현; * 5. Oktober 1964 in Kanggye) ist eine ehemalige nordkoreanische Eisschnellläuferin.

## Werdegang
Pak wurde bei den Juniorenweltmeisterschaften 1982 in Innsbruck Neunte und bei den Juniorenweltmeisterschaften 1983 in Sarajevo Fünfte im Mini-Mehrkampf. Dort belegte sie bei den Olympischen Winterspielen 1984 den 19. Platz über 1500 m, den 17. Rang über 1000 m sowie den 16. Platz über 3000 m und bei der Mehrkampfweltmeisterschaft 1985 den 11. Platz im Kleinen Vierkampf. Letztmals international startete sie bei den Winter-Asienspielen 1986 in Sapporo. Dort kam sie jeweils auf den sechsten Platz über 1000 m und 1500 m sowie auf den vierten Rang über 500 m.

## Erfolge

### Olympische Spiele
- 1984 Sarajevo: 16. Platz 3000 m, 17. Platz 1000 m, 19. Platz 1500 m

### Mehrkampf-Weltmeisterschaften
- 1985 Sarajevo: 11. Platz Kleiner-Vierkampf

### Winter-Asienspiele
- 1986 Sapporo: 4. Platz 500 m, 6. Platz 1000 m, 6. Platz 1500 m

### Persönliche Bestzeiten
| Disziplin | Zeit        | Datum           | Ort      |
| --------- | ----------- | --------------- | -------- |
| 500 m     | 42,10 s     | 9. Februar 1985 | Sarajevo |
| 1000 m    | 1:27,21 min | 5. März 1983    | Sarajevo |
| 1500 m    | 2:11,16 min | 9. Februar 1985 | Sarajevo |
| 3000 m    | 4:46,92 min | 5. März 1983    | Sarajevo |
| 5000 m    | 8:08,37 min | 9. Februar 1985 | Sarajevo |